# جان کاکرل
جان کاکرل (انگلیسی: John Cockerell; ۲۲ نوامبر ۱۸۴۵ – ۲۷ ژانویهٔ ۱۹۳۷) بازیکن فوتبال اهل بریتانیا بود.
از باشگاه‌هایی که در آن بازی کرده‌است می‌توان به باشگاه فوتبال کریستال پالاس اشاره کرد.